# Dazuko
Dazuko (für Dateizugriffskontrolle) ist ein Kernel-Modul, das unter Linux und FreeBSD eine Schnittstelle zwischen dem Dateisystem und Echtzeit-Virenscannern sowie Sicherheitstools anderer Anbieter zur Verfügung stellt.
Die Entwicklung von Dazuko wurde mittlerweile eingestellt.
Das von Avira entwickelte Kernel-Modul war ursprünglich ein Plug-in-Bestandteil von AntiVir für Linux Server und ermöglicht seit 2002 eine Sicherheitsprüfung Linux-basierter Dateien. Ab der Version 1.0.1 steht die Dazuko-Schnittstelle auch anderen Anbietern für Sicherheits- und Monitoring-Applikationen zur Verfügung. Avira will Dazuko damit zu einer universalen Integrationsschnittstelle für die Linux-Welt machen.
So soll sich das Kernel-Modul beispielsweise zur Einbindung von Tools eignen, die Dateizugriffe statistisch auswerten oder Daten auf der Festplatte verschlüsseln. Bei Zugriffsanforderung werden einzelne Datei-Informationen wie die Art des Zugriffs, Prozess- und Benutzer-ID zunächst zur Prüfung an die jeweilige Applikation umgeleitet, Dateianfragen werden also zunächst via Dazuko an ein Userspace-Programm weitergereicht und erst bei entsprechend positiver Rückmeldung für die Applikation freigegeben.
Software, die mit Dazuko arbeitet:
- AntiExploit
- AntiVir for UNIX Workstation/Server
- Avast Antivirus
- AVG Antivirus
- ClamAV
- ImageServer
- NOD32 for Linux File Server
- Norman Virus Control for Linux
- F-Secure Anti-Virus Linux Server Security
- Frisk F-Prot für Linux

Dazuko ist als freie Software verfügbar, wobei die Avira GmbH aber auch eine vorkompilierte kommerzielle Version der Software für Sun Solaris SPARC anbietet. Dazuko ist standardmäßig nicht mit AppArmor von Novell kompatibel, weshalb AppArmor deaktiviert werden muss, wenn Dazuko genutzt werden soll. Alternativ kann man Dazuko mit Syscalls statt LSM (Linux Security Modules) kompilieren. Damit funktioniert der Parallelbetrieb von AppArmor und Dazuko.

## DazukoFS
Neben Dazuko gibt es noch DazukoFS, das inzwischen in der Version 3.1.4 vorliegt (Stand: 19. März 2011). Es benutzt ein anderes Interface und andere Devices als Dazuko.